# Марек Кондрат
Ма́рек Тадеуш Ко́ндрат (пол. Marek Tadeusz Kondrat; нар. 18 жовтня 1950, Краків, Польща) — польський театральний та кіноактор.

## Біографія
Марек Кондрат народився 18 жовтня 1950 року в Кракові, Польща. Його батько — актор Тадеуш Кондрат, дядько — актор Юзеф Кондрат. Першу роль в кіно зіграв у 11-річному віці. Акторську освіту здобув у Державній вищій театральній школі (тепер Театральна академія ім. А. Зельверовича) у Варшаві, яку закінчив у 1972 році.
Марек Кондрат дебютував у театрі в 1973 році. Грав на сценах театру імені С. Виспянського в м. Катовиці (1972-73), варшавських Драматичному (1973-84, 1987-88) та Новому театрах (1985-86), театрі «Атенеум» (1992-99).
У 1973—2001 роках Кондрат виступав у виставах «Польського театру телебачення», а також в телевізійному кабаре. У березні 2007 року він оголосив про закінчення акторської кар'єри.
Марек Кондрат викладає у Варшавській вищій театральній школі.

## Фільмографія
| Рік       |    | Українська назва                                          | Оригінальна назва                                           | Роль                                                     |
| --------- | -- | --------------------------------------------------------- | ----------------------------------------------------------- | -------------------------------------------------------- |
| 1961      | ф  | Історія золотої туфельки                                  | Historia żółtej ciżemki                                     | Вавжек                                                   |
| 1962      | ф  | Поміж берегами                                            |                                                             | Między brzegami / Пьотрек                                |
| 1970      | с  | Місце злочину                                             | Tatort                                                      | Гальський                                                |
| 1974      | ф  | Кінець канікул                                            | Koniec wakacji                                              | Сташек Хмелевський, двоюрідний брат Юрека                |
| 1975      | ф  | Готель «Пасифік»                                          | Dvojí svět hotelu Pacifik                                   | Роман Боричко                                            |
| 1976      | ф  | Тіньова смуга                                             | The Shadow Line                                             | Джозеф Конрад                                            |
| 1977      | ф  | Справа Горгонової                                         | Sprawa Gorgonowej                                           | Чайковський                                              |
| 1977      | ф  | Кімната з видом на море                                   | Pokój z widokiem na morze                                   | молодіжний діяч                                          |
| 1979      | ф  | Урок мертвої мови                                         | Lekcja martwego języka                                      | поручик фон Траут                                        |
| 1980—1981 | с  | Королева Бона                                             | Królowa Bona                                                | Анджей Фрич-Моджевський                                  |
| 1981      | ф  | Дитячі питання                                            | Dziecinne pytania                                           | Вільчук                                                  |
| 1981      | ф  | З далекої країни                                          | Z dalekiego kraju                                           | міліціонер                                               |
| 1981      | ф  | Іокагама                                                  | Yokahama                                                    | американський консул                                     |
| 1981      | ф  | Страхи                                                    | Dreszcze                                                    | класний керівник                                         |
| 1981      | ф  | Людина із заліза                                          | Człowiek z żelaza                                           | Гженда                                                   |
| 1983      | ф  | Дантон                                                    | Danton                                                      | Бертран Барер де В'єзак                                  |
| 1983      | ф  | Героїчна пастораль                                        | Pastorale heroica                                           | ксьондз                                                  |
| 1984      | ф  | Рік спокійного сонця                                      | Rok spokojnego słońca                                       | злодій «Маленький»                                       |
| 1984      | ф  | Будинок божевільних                                       | Dom wariatów                                                | Адась                                                    |
| 1985      | ф  | Без кінця                                                 | Bez końca                                                   | Томек                                                    |
| 1985      | ф  | Безплідна мрія                                            | Mrzonka                                                     | Дураш, актор                                             |
| 1985      | ф  | Дезертири                                                 | C.K. dezerterzy                                             | Ян Каня                                                  |
| 1985      | ф  | Жінка в капелюсі                                          | Kobieta w kapeluszu                                         | Левицкий, режисер                                        |
| 1986      | ф  | Верифікація                                               | Weryfikacja                                                 | Марек Лябус, репортер                                    |
| 1986      | с  | Тюльпан                                                   | Tulipan                                                     | гомосексуал                                              |
| 1988—1991 | с  | У лабіринті                                               | W labiryncie                                                | Адам Рацевич                                             |
| 1989      | ф  | Капітал, або Як зробити гроші в Польщі                    | Kapitał czyli jak zrobić pieniądze w Polsce                 | Чарек Путек                                              |
| 1989      | ф  | Лава                                                      | Lawa. Opowieść o "Dziadach" Adama Mickiewicza               | перший літератор у «Варшавському салоні»                 |
| 1989      | ф  | Після падіння                                             | Po upadku                                                   | капітан Корчак                                           |
| 1990      | ф  | Абсолютна влада                                           | Eminent Domain                                              | таксист                                                  |
| 1991      | ф  | Громадянин світу                                          | Obywatel świata                                             | Гаррі Стентман, чоловік Еви                              |
| 1991      | ф  | Дуже важлива персона                                      | V. I. P.                                                    | Марек, актор, що грає князя Понятовського                |
| 1991      | с  | Польська кухня                                            | Kuchnia polska                                              | Станіслав Шиманко, чоловік Маргарет                      |
| 1992      | ф  | Пси                                                       | Psy                                                         | Олє Жвірський                                            |
| 1992      | тф | Сауна                                                     | Sauna                                                       | Стюарт                                                   |
| 1992      | ф  | Те, що найважливіше                                       | Wszystko, co najważniejsze...                               | Стах                                                     |
| 1993      | ф  | До побачення учора. Дві короткі комедії про зміну системи | Do widzenia wczoraj. Dwie krótkie komedie o zmianie systemu | італійський бізнесмен                                    |
| 1993      | ф  | Колос                                                     | Koloss                                                      | прокурор                                                 |
| 1993      | ф  | Краще бути красивою і багатою                             | Lepiej być piękną i bogatą                                  | Моняк, заступник директора фабрики                       |
| 1993      | ф  | Результати носіння капелюха в травні                      | Skutki noszenia kapelusza w maju                            | Піотр Михальський, чоловік Ані                           |
| 1993      | ф  | Тарантрилер                                               | Taranthriller                                               | доцент Марек                                             |
| 1993      | ф  | Людина з...                                               | Człowiek z...                                               | Ян Валясяк, директор на ТБ, колишній поручик держбезпеки |
| 1994      | кф | Диявольська освіта                                        | Diabelska edukacja                                          | Девіль                                                   |
| 1994      | ф  | Щур                                                       | Szczur                                                      | Незнайомець                                              |
| 1994      | ф  | Обернений                                                 | Zawrócony                                                   | поручик Голиньский                                       |
| 1994      | ф  | Панна з мокрою головою                                    | Panna z mokra glowa                                         | батько Іренки                                            |
| 1995      | ф  | Наука диявола                                             | Diabelska edukacja                                          | диявол                                                   |
| 1995      | ф  | Нічого смішного                                           | Nic smiesznego                                              | режисер                                                  |
| 1995      | ф  | Полковник Квятковський                                    | Pułkownik Kwiatkowski                                       | Анджей Квятковський, «полковник»                         |
| 1995      | с  | Екстрадиція                                               | Ekstradycja                                                 | Ольгерд Хальський                                        |
| 1995      | с  | Еротичні історії                                          | Erotic Tales                                                | художник                                                 |
| 1996      | ф  | Автопортрет з коханою                                     | Autoportret z kochanką                                      | чоловік Діани                                            |
| 1996      | ф  | Нічні графіті                                             | Nocne graffiti                                              | Марек Коссот                                             |
| 1996      | ф  | Слабка віра                                               | Słaba wiara                                                 | Анджей, лікар                                            |
| 1996      | ф  | Солодко-гіркий                                            | Słodko gorzki                                               | директор школи                                           |
| 1997      | ф  | Кілер                                                     | Kiler                                                       | Мечислав Кльоніш, директор в'язниці                      |
| 1997      | ф  | Пастка                                                    | Pułapka                                                     | Мацек Адамський                                          |
| 1997      | с  | Екстрадиція 2                                             | Ekstradycja 2                                               | Ольгерд Гальський у 1997                                 |
| 1998      | ф  | Золото дезертирів                                         | Zloto dezerterów                                            | Ян Каня                                                  |
| 1999      | ф  | Кілер 2                                                   | Kilerów 2-óch                                               | Мечислав Кльоніш, директор в'язниці                      |
| 1999      | ф  | Вогнем і мечем                                            | Ogniem i mieczem                                            | король Ян II Казимир                                     |
| 1999      | ф  | Операція Самум                                            | Operacja Samum                                              | Юзеф Маєр                                                |
| 1999      | ф  | Пан Тадеуш                                                | Pan Tadeusz                                                 | граф                                                     |
| 2000      | ф  | Право батька                                              | Prawo ojca                                                  | Міхал Корд                                               |
| 2001      | ф  | Вайзер                                                    | Weiser                                                      | Павел Геллер                                             |
| 2001      | ф  | Гроші — це не усе                                         | Pieniądze to nie wszystko                                   | Томаш Адамчик                                            |
| 2002      | ф  | День психа                                                | Dzień świra                                                 | Адам Мяучинський                                         |
| 2002      | ф  | Хакер                                                     | Haker                                                       | поліцейський                                             |
| 2003      | ф  | Суперпродукція                                            | Superprodukcja                                              |                                                          |
| 2004      | тф | Мій батько, моя дружина і моя коханка                     | Mein Vater, meine Frau und meine Geliebte                   |                                                          |
| 2004      | ф  | Третій                                                    | Trzeci                                                      | старий                                                   |
| 2005      | ф  | Крик жерлянки                                             | Unkenrufe                                                   | Марчак                                                   |
| 2005      | ф  | Марш пінгвінів                                            | La Marche de l'empereur                                     | оповідач                                                 |
| 2006      | ф  | Кожен з нас Христос                                       | Wszyscy jesteśmy Chrystusami                                | Адам Мяучинський, у віці 55 років                        |
| 2007      | ф  | Рись                                                      | Ryś                                                         | "Креда"                                                  |
| 2010      | ф  | Маленький іспит зрілості 1947                             | Mała matura 1947                                            | Матонь, учитель латинської мови                          |

## Визнання
| Рік                   | Категорія                                                                                        | Фільм                  | Результат |
| --------------------- | ------------------------------------------------------------------------------------------------ | ---------------------- | --------- |
| Премія «Орли»         |                                                                                                  |                        |           |
| 2001                  | Найкращий актор                                                                                  | Право батька           | Перемога  |
| 2002                  | Найкращий актор                                                                                  | Вайзер                 | Номінація |
| 2003                  | Найкращий актор                                                                                  | День психа             | Перемога  |
| 2006                  | Найкращий актор другого плану                                                                    | Крик жерлянки          | Номінація |
| 2007                  | Найкращий актор                                                                                  | Кожен з нас Христос    | Номінація |
| Кінофестиваль у Гдині |                                                                                                  |                        |           |
| 1995                  | Найкращий актор                                                                                  | Полковник Квятковський | Перемога  |
| 1999                  | Приз журі                                                                                        | Право батька           | Перемога  |
| 1999                  | Золота хлопавка, нагорода «Радіо Гданськ» для режисера, фільму якого найдовше за всіх аплодували | Право батька           | Перемога  |
| 2002                  | Найкращий актор                                                                                  | День психа             | Перемога  |